# 安多尼·苏维奥雷
安多尼·祖比亚乌雷·多龙索罗（西班牙語：Andoni Zubiaurre Dorronsoro；1995年5月18日—），西班牙足球运动员，司职门将，现效力马来西亚超级足球联赛球会柔佛DT。